# Emily Pitchfordová

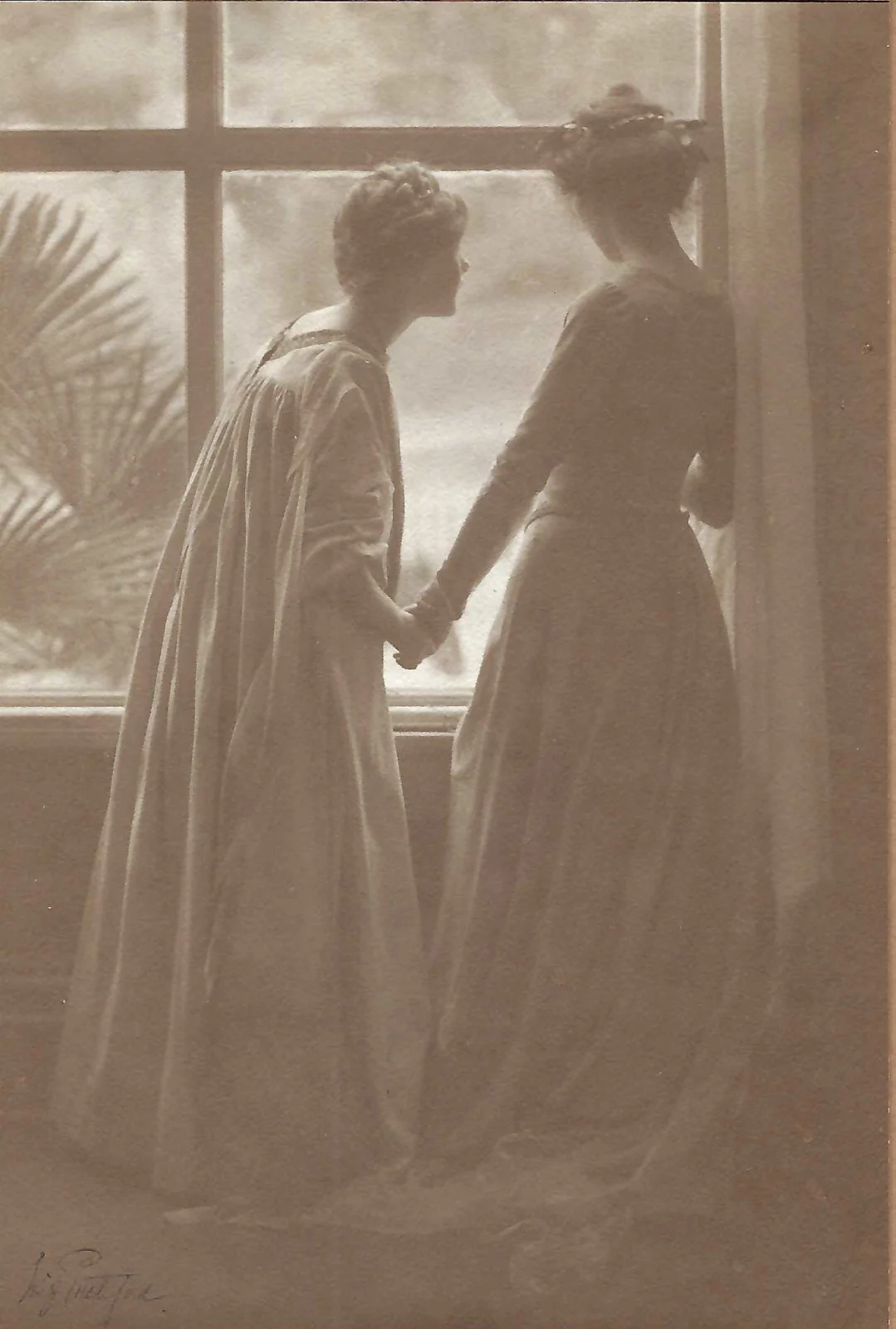
Emily Pitchfordová: Napětí, 1908

Emily H. Pitchfordová (nepřechýleně Emily Pitchford; 1878 Gold Hill – 1956 Berkeley) byla americká piktorialistická fotografka. Společně s fotografkami Laurou Adams Armerovou a Adelaidou Hanscomovou Leesonovou se řadí mezi piktorialistky.

## Životopis
Emily H. Pitchfordová se narodila v roce 1878 v Gold Hill v Nevadě. V 90. letech 19. století navštěvovala Mark Hopkins Institute of Art, v současnosti (2022) nazývaný San Francisco Art Institute.
Pitchfordová získala bronzovou medaili na výstavě Aljaška-Yukon-Pacifik v roce 1909.
Na počátku 20. století provozovala studio s Adelaidou Hanscom Leesonovou a od roku 1902 sdílela jedno s Laurou Adams Armerovou v Berkeley v Kalifornii. Od roku 1906 měla své vlastní studio v Berkeley. Historik Shelley Rideout označil Pitchfordovou, Leesonovou a Armerovou jako piktorialistky.
Pitchfordová si vzala Williama Lea Husseyho, důlního inženýra, dne 10. června 1911 v Johannesburgu. Zůstali v Jižní Africe až do roku 1921 a poté se vrátili do Berkeley. Zemřela v Berkeley v roce 1956.

## Galerie

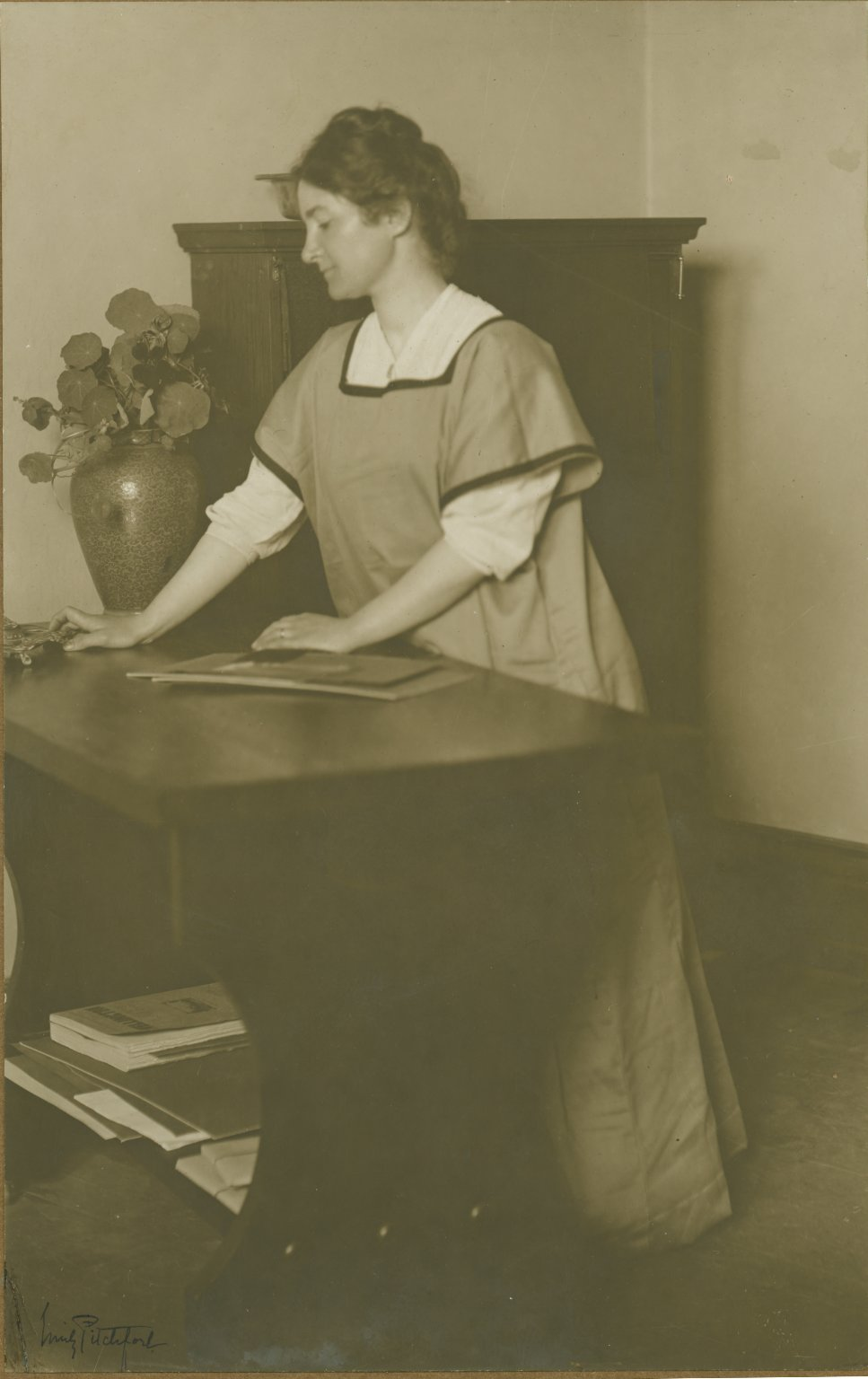
Adelaide Hanscomová Leesonová, 1900
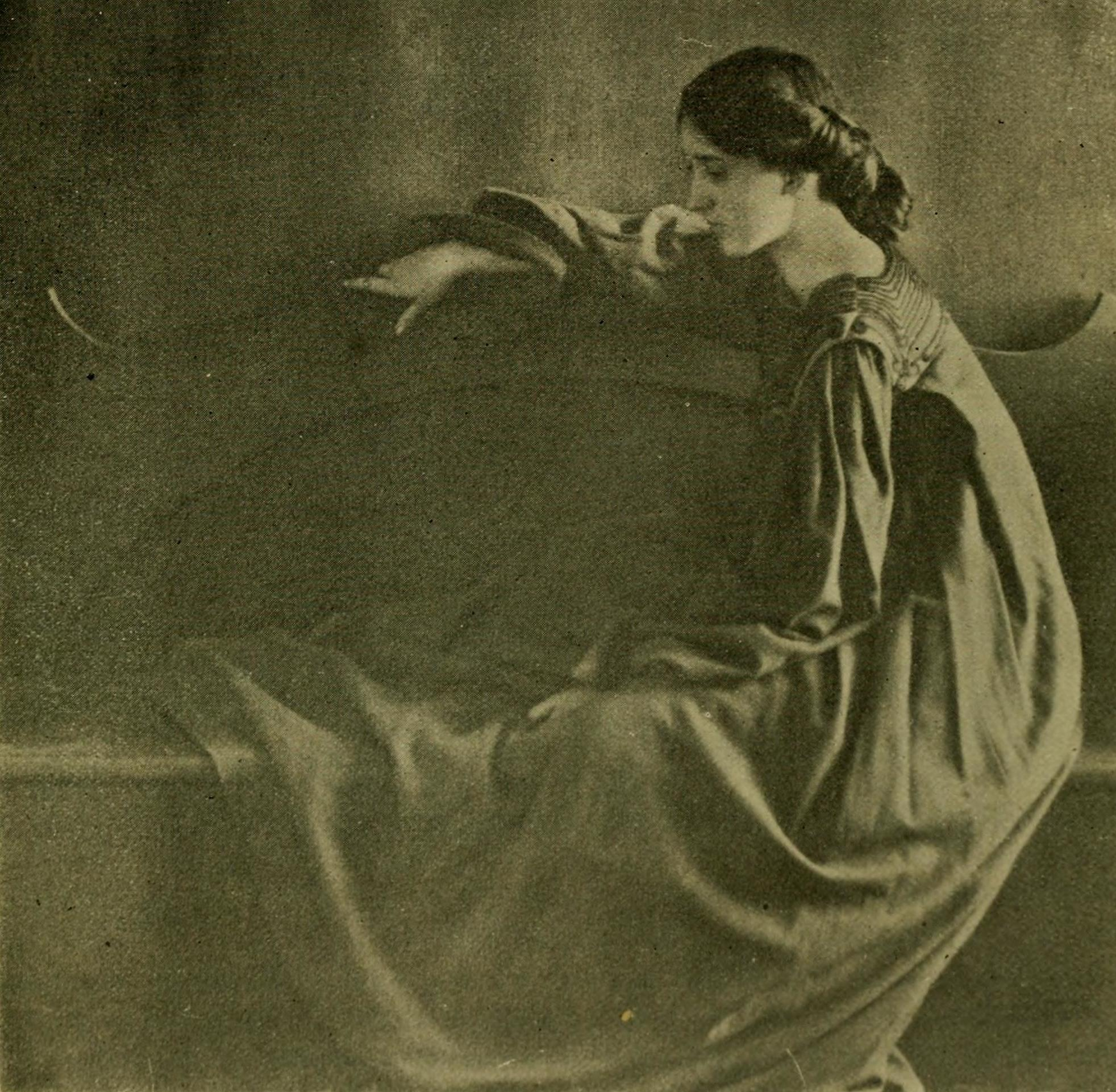
Study in Curves, Camera Craft, leden 1907